# Partido Socialista Popular (Rússia)

O Partido Socialista Popular (em russo: Партия народных социалистов, ПНС, transl. Pártiya Naródnyj Sotsialístov ou PNS) ou Partido Socialista Popular Trabalhista (em russo: Трудовая народно-социалистическая партия, transl. Trudovaya Pártiya Naródnyj Sotsialístov) foi um partido político russo de começos do século XX.
Fruto de uma dissidência do Partido Socialista Revolucionário (PSR, SR ou esery), era bem mais moderado e reformista do que revolucionário. Seus membros denominavam-se abreviadamente enesy (энeсы).

## Origens
A origem da formação foi o movimento narodnik da década de 1890, tendo Nikolai Mikhailovsky e Aleksandr Herzen como seus predecessores ideológicos. O partido foi formado em 1906 como uma dissidência do Partido Socialista Revolucionário por oponentes dos métodos terroristas e violentos adotados pelos "SRs" em sua luta contra a autocracia czarista. Durante o primeiro congresso do PSR, alguns dos delegados defenderam a criação de um partido legal que uniria aqueles que se opunham às práticas conspiratórias e terroristas do partido clandestino.
Seus principais membros vieram de um grupo literário que trabalhava na publicação legal do narodnik Russkoye Rashestvo (A Riqueza da Rússia), a quem Chernov pedira ajuda para fundar uma publicação para o partido após o Manifesto de Outubro.
Em setembro de 1906, publicaram a primeira edição do programa do boletim do partido, o Narodno-Sotsialisticheskoye obozrenie (Revisão dos Socialistas-Populares).
Em abril de 1907, foi realizada a primeira conferência do partido. O programa do partido previa um caminho especial para o socialismo, contornando o capitalismo de forma "direta, rápida e indolor", com base em princípios comunais.
Na segunda Duma, o PNS conseguiu obter 14 deputados e formar sua própria facção (na época da dissolução da Duma, a facção contava com 18 pessoas). Os deputados da facção eram V. V. Volk-Karachevsky (presidente da facção), N. V. Alasheev e outros. No entanto, após o golpe do Terceiro de Junho de 1907, o partido de fato deixou de existir.

## Ideologia e postura política

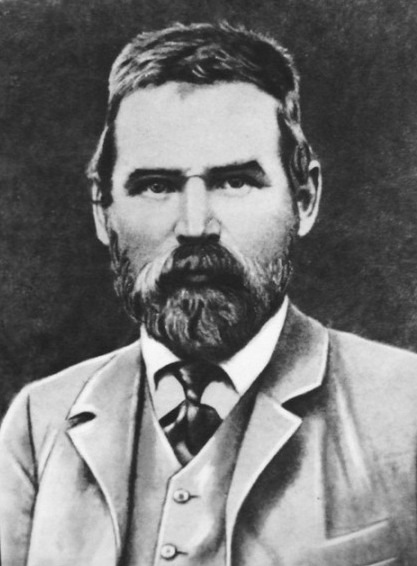
Alexei Peshekhonov, um dos fundadores do partido, chegou a ser ministro de Alimentos do Governo Provisório Russo em 1917.

Os membros do novo partido também discordavam de seus antigos companheiros quanto ao objetivo da futura reforma agrária. Enquanto os SRs preferiam a socialização da terra, compartilhada pelo campesinato, os socialistas populares defendiam sua nacionalização, isto é, sua transferência para a propriedade estatal. Eles também defendiam a expropriação com indenização dos proprietários de terras, um pagamento que os SRs rejeitavam. Eles se opunham também às influências marxistas que eram perceptíveis nos ideólogos SRs, especialmente em Viktor Chernov, bem como a teoria majoritária do congresso de 1906 de que o estabelecimento do socialismo ocorreria em duas etapas. Além disso, a formação não era abertamente republicana, ao contrário dos SRs. Sua postura, mais reformista do que revolucionária, assemelhava-se à da Sociedade Fabiana britânica. Os socialistas-populares tinham como objetivo moderar as pretensões dos narodniks para serem reconhecidos como uma formação política legal, para saírem da clandestinidade e para poderem se tornar um partido de massas no país. Entre os partidos próximos aos narodniks, era o único que descartava o terror como um meio de luta política.
O partido também não era internacionalista, mas defendia um coletivismo específico da Rússia, caracterizado principalmente pelo reformismo e nacionalismo moderados.
Suas figuras mais notáveis foram Nikolai Annensky (1843–1912), Viatcheslav Miakotin (1867–1937) e Alexei Peshekhonov (1867–1933), fundadores do partido. Este último atuou como Ministro da Alimentação no Governo Provisório Russo sob o comando de Alexander Kerensky em 1917. A divisão dos socialistas-populares apenas enfraqueceu os socialistas-revolucionários, privando-os principalmente de alguns intelectuais de destaque, oradores e escritores habilidosos.
O partido trabalhou em estreita colaboração com os Trudoviques liderados por Kerensky na Duma Imperial durante as duas primeiras legislaturas. Apesar de sua moderação, o regime czarista não o reconheceu como um partido político e, de 1907 a 1917, ele permaneceu como uma corrente ideológica sem apoio popular.
Durante a Primeira Guerra Mundial, a formação foi contada entre os "defensistas".

## Período Revolucionário
Após a Revolução de Fevereiro, o partido se uniu aos Trudoviques  e apoiou fortemente o Governo Provisório Russo, do qual fazia parte. De 21 a 23 de junho de 1917, o primeiro congresso unido do partido e dos trudoviques. O comitê central unido era composto por Vladimir Dzyubinsky, ex-presidente dos trudoviques, Alexei Peshekhonov, Viatcheslav Myakotin (presidente), Sergei Melgunov, A. D. Demjanovich, N. P. Oganovsky, A. B. Petrishchev e outros. O congresso adotou o programa do partido unido e a fusão passou-se a Partido Socialista Popular Trabalhista. O partido, finalmente legalizado após a primeira revolução de 1917, era estável, porém tinha apoio insignificante entre a população. No Soviete de Petrogrado, seus poucos delegados logo se juntaram aos socialistas-revolucionários. O partido favoreceu a coalizão de burgueses e socialistas no governo desde o início, ao contrário de outras organizações socialistas.
O partido se opôs à Revolução de Outubro realizada pelos bolcheviques e foi dissolvida em 1918 durante a Guerra Civil Russa.